# Krattigen
Krattigen ist eine politische Gemeinde im Verwaltungskreis Frutigen-Niedersimmental des Kantons Bern in der Schweiz.
Unter dem Namen Krattigen existiert neben der Einwohnergemeinde auch eine Burgergemeinde. Die evangelisch-reformierte Kirchgemeinde wird zusammen mit Aeschi bei Spiez geführt, beide besitzen jedoch eine eigene Kirche.
Zum Gemeindegebiet gehören die Ortschaft Krattigen sowie die Weiler Stuhlegg und Örtlimatt und viele Einzelhöfe.

## Geographie
Die Gemeinde liegt auf einer Anhöhe über dem Thunersee. Krattigen liegt 750 m ü. M. auf einer Gipsmoräne. Im Südosten steigt die Gemeinde bis zur Spitze der Greberegg bis auf eine Höhe von 1595 Meter an. Die Nachbargemeinden von Osten beginnend im Uhrzeigersinn sind Leissigen, Aeschi bei Spiez und Spiez sowie am anderen Ufer des Thunersees Sigriswil und Beatenberg.

## Geschichte

Luftbild (1952)

Das Dorf Krattigen wurde urkundlich erstmals am 4. Januar 1297 erwähnt und war damals Eigentum der Edlen von Eschenbach, befand sich aber tatsächlich noch in der Gewalt der Habsburger. Im Jahre 1483 ging die Herrschaft Krattigen ganz auf die in Bern verbürgerten von Scharnachtal über. Im Jahre 1513 gingen ganzer Twing, Bann und die grundherrlichen Rechte zu Krattigen für den Kaufpreis von 1400 Pfund an die Stadt Bern über und bildete so die Kastlanei Frutigen. Im Krattiger Freiheitsbrief vom 6. Mai 1476 wurde dem Gericht Krattigen ein Landrecht verliehen, welches noch in Kraft blieb, als Bern unmittelbarer Herrschaftsherr geworden war. Dieses Landrecht hielt sich sogar bis zur Französischen Revolution und wurde formell erst durch den Grossratsbeschluss vom 2. Dezember 1840 als erloschen erklärt.
Während des Zweiten Weltkriegs erstellte die 3. Division von 1941 bis 1942 das Artilleriewerk Krattigen.
Zur Reinigung des Abwassers wurde die Gemeinde an die ARA Thunersee in der Uetendorfer Allmend angeschlossen.

## Politik
Gemeinde- und Gemeinderatspräsident ist Stephan Luginbühl (Stand 2024).
Bei den Nationalratswahlen 2023 betrugen die Wähleranteile in Krattigen (in Klammern die Veränderung im Vergleich zu den Wahlen 2019 in Prozentpunkten): SVP 33,88 % (+1,99), Mitte 14,70 % (−4,41), SP 10,40 % (−0,72), EDU 9,33 % (+5,09), glp 8,76 % (−0,78), Grüne 7,43 % (−2,03), EVP 5,54 % (+0,39), FDP 3,51 % (−0,17), SD 0,98 % (+0,58).

## Wirtschaft
Neben der Kirche gibt es in Krattigen sechs Postautohaltestellen, eine Bäckerei mit einem gut sortierten Lebensmittelsortiment und Frischprodukten und zwei Hotels.
Obwohl die Bahnlinie Spiez–Interlaken dem See entlangführt, gibt es keinen Bahnhof.

## Persönlichkeiten
- Emil Grünig (1915–1994), Sportschütze, Weltmeister und Olympiasieger
- Walter J. Hollenweger (1927–2016), evangelisch-reformierter Theologe, lebte bis zu seinem Tod in Krattigen
- Ernst Ramseier (1936–2020), Kunstmaler, Grafiker
- Werner Luginbühl (* 1958), Politiker, Gemeindepräsident
- Gian Simmen (* 1977), Olympiasieger in der Halfpipe '98

## Sehenswürdigkeiten
- Liste der Kulturgüter in Krattigen
- Die Einwohnergemeinde Krattigen bietet fünf Rundwanderungen zu lokalen Sehenswürdigkeiten an und die Mehrtageswanderung «Panorama Rundweg Thunersee» führt hier durch.[8][9]
- Heidenplatte, Halbdolmen, Stockewald[10][11]
- Gurrenstein, Aaregletscherfindling, Buechwald
- Artilleriewerk Krattigen